# Tony Award alla miglior regia di un musical
Il Tony Award alla miglior regia in un musical (Tony Award for Best Direction of a Musical) è una categoria del Tony Award, e un premio che dal 1960 celebra i migliori registi di musical nuovo o revival a Broadway. Prima del 1960 il premio comprendeva sia la miglior regia di un musical sia quella di un dramma.

## Vincitori e candidati

### Anni 1950
- 1950: Joshua Logan – South Pacific
- 1951: George S. Kaufman – Guys and Dolls
- 1957: Moss Hart – My Fair Lady

### Anni 1960
- 1960: George Abbott – Fiorello!
  - Michael Kidd - Destry Rides Again
  - Jerome Robbins - Gypsy
  - Peter Glenville - Take Me Along
  - Vincent J. Donehue - The Sound of Music
- 1961: Gower Champion – Bye Bye Birdie
  - Garson Kanin - Do Re Mi
  - Peter Brook - Irma La Douce
- 1962: Abe Burrows – How to Succeed in Business Without Really Trying
  - Joshua Logan - All American
  - Gower Champion - Carnival!
  - Joe Layton - No Strings
- 1963: George Abbott – A Funny Thing Happened on the Way to the Forum
  - John Fearnley - Brigadoon
  - Cy Feuer & Bob Fosse  - Little Me
  - Peter Coe - Oliver!
- 1964: Gower Champion – Hello, Dolly!
  - Joseph Anthony - 110 in the Shade
  - Noël Coward - High Spirits
  - Harold Prince - She Loves Me

- 1965: Jerome Robbins – Fiddler on the Roof
  - Gene Saks - Half a Sixpence
  - Joan Littlewood - Oh, What a Lovely War!
  - Anthony Newley - The Roar of the Greasepaint - The Smell of the Crowd
- 1966: Albert Marre – Man of La Mancha
  - Gene Saks - Mame
  - Cy Feuer - Skyscraper
  - Bob Fosse - Sweet Charity
- 1967: Harold Prince – Cabaret
  - Jack Sydow - Annie Get Your Gun
  - Gower Champion - I Do! I Do!
  - Mike Nichols - The Apple Tree
- 1968: Gower Champion – The Happy Time
  - Burt Shevelove - Hallelujah, Baby!
  - George Abbott - How Now, Dow Jones
  - Jules Dassin - Illya Darling
- 1969: Peter Hunt – 1776
  - Tom O'Horgan - Hair
  - Robert Moore - Promises, Promises
  - Harold Prince - Zorba

### Anni 1970
- 1970: Ron Field – Applause
  - Michael Benthall - Coco
  - Philip Rose - Purlie
- 1971: Harold Prince – Company
  - Burt Shevelove - No, No, Nanette
  - Robert H. Livingston - The Me Nobody Knows
  - Michael Kidd - The Rothschilds
- 1972: Harold Prince e Michael Bennett – Follies
  - Burt Shevelove - A Funny Thing Happened on the Way to the Forum
  - Gilbert Moses - Ain't Supposed to Die a Natural Death
  - Mel Shapiro - Two Gentlemen of Verona
- 1973: Bob Fosse – Pippin
  - Harold Prince - A Little Night Music
  - Vinnette Carroll - Don't Bother Me, I Can't Cope
  - Gower Champion - Sugar
- 1974: Harold Prince – Candide
  - Tom Moore - Over Here!
  - Donald McKayle - Raisin
  - Michael Bennett - Seesaw

- 1975: Geoffrey Holder – The Wiz
  - Arthur Laurents - Gypsy
  - Gower Champion - Mack & Mabel
  - Grover Dale - The Magic Show
- 1976: Michael Bennett – A Chorus Line
  - Bob Fosse - Chicago
  - Harold Prince - Pacific Overtures
  - Bill Gile - Very Good Eddie
- 1977: Gene Saks – I Love My Wife
  - Martin Charnin - Annie
  - Jack O'Brien - Porgy and Bess
  - Vinnette Carroll - Your Arms Too Short to Box with God
- 1978: Richard Maltby Jr. – Ain't Misbehavin'
  - Bob Fosse - Dancin'
  - Harold Prince - On the Twentieth Century
  - Elizabeth Swados - Runaways
- 1979: Harold Prince – Sweeney Todd, the Demon Barber of Fleet Street
  - Michael Bennett - Ballroom
  - Peter Masterson & Tommy Tune - The Best Little Whorehouse in Texas
  - Robert Moore - They're Playing Our Song

### Anni 1980
- 1980: Harold Prince – Evita
  - Ernest Flatt e Rudy Tronto – Sugar Babies
  - Joe Layton – Barnum
  - Tommy Tune – A Day in Hollywood/A Night in the Ukraine
- 1981: Wilford Leach – The Pirates of Penzance
  - Gower Champion – 42nd Street
  - Robert Moore – Woman of the Year
  - Michael Smuin – Sophisticated Ladies
- 1982: Tommy Tune – Nine
  - Michael Bennett – Dreamgirls
  - Martin Charnin – The First
  - Tony Tanner – Joseph and the Amazing Technicolor Dreamcoat
- 1983: Trevor Nunn – Cats
  - Michael Kahn – Show Boat
  - Ivan Reitman – Merlin
  - Tommy Tune and Thommie Walsh – My One and Only
- 1984: Arthur Laurents – La Cage aux Folles
  - James Lapine – Sunday in the Park with George
  - Richard Maltby, Jr. – Baby
  - Vivian Matalon – The Tap Dance Kid

- 1985: Des McAnuff – Big River
  - Barbara Damashek - Quilters
  - Mitch Leigh - The King and I
  - Harold Prince - Grind
- 1986: Wilford Leach – The Mystery of Edwin Drood
  - Bob Fosse - Big Deal
  - Richard Maltby, Jr. - Song & Dance
  - Claudio Segovia e Hector Orezzoli - Tango Argentino
- 1987: Trevor Nunn e John Caird – Les Misérables
  - Brian Macdonald - The Mikado
  - Trevor Nunn - Starlight Express
  - Mike Ockrent - Me and My Girl
- 1988: Harold Prince – The Phantom of the Opera
  - James Lapine - Into the Woods
  - Mbongeni Ngema - Sarafina!
  - Jerry Zaks - Anything Goes
- 1989: Jerome Robbins – Jerome Robbins' Broadway
  - Larry Carpenter - Starmites
  - Peter Mark Schifter - Welcome to the Club
  - Claudio Segovia e Hector Orezzoli - Black and Blue

### Anni 1990
- 1990: Tommy Tune – Grand Hotel
  - Trevor Nunn – Aspects of Love
  - Michael Blakemore – City of Angels
  - Susan H. Schulman – Sweeney Todd, the Demon Barber of Fleet Street
- 1991: Tommy Tune – The Will Rogers Follies
  - Graciella Danielle – Once on This Island
  - Nicholas Hytner – Miss Saigon
  - Eleanor Reissa – Those Were the Days
- 1992: Jerry Zaks – Guys and Dolls
  - Mike Ockrent – Crazy for You
  - James Lapine – Falsettos
  - George C. Wolfe – Jelly's Last Jam
- 1993: Des McAnuff – The Who's Tommy
  - Bill Kenwright e Bob Tomson – Blood Brothers
  - Michael Kidd – The Goodbye Girl
  - Harold Prince – Kiss of the Spider Woman
- 1994: Nicholas Hytner – Carousel
  - Robert Jess Roth – Beauty and the Beast
  - James Lapine – Passion
  - Scott Ellis – She Loves Me

- 1995: Harold Prince – Show Boat
  - Des McAnuff – How to Succeed in Business Without Really Trying
  - Jerry Zaks – Smokey Joe's Cafe
  - Trevor Nunn – Sunset Boulevard
- 1996: George C. Wolfe – Bring in 'da Noise/Bring in 'da Funk
  - Jerry Zaks – A Funny Thing Happened on the Way to the Forum
  - Christopher Renshaw – The King and I
  - Michael Greif – Rent
- 1997: Walter Bobbie – Chicago
  - Julie Taymor – Juan Darien
  - Michael Blakemore – The Life
  - Scott Ellis – Steel Pier
- 1998: Julie Taymor – The Lion King
  - Sam Mendes e Rob Marshall – Cabaret
  - Frank Galati – Ragtime
  - Scott Ellis – 1776
- 1999: Matthew Bourne – Swan Lake
  - Richard Maltby, Jr. e Ann Reinking – Fosse
  - Harold Prince – Parade
  - Michael Mayer – You're a Good Man, Charlie Brown

### Anni 2000
- 2000: Michael Blakemore – Kiss Me, Kate
  - Susan Stroman – Contact
  - Susan Stroman – The Music Man
  - Lynne Taylor-Corbett – Swing!
- 2001: Susan Stroman – The Producers
  - Mark Bramble – 42nd Street
  - Jack O'Brien – The Full Monty
  - Christopher Ashley – The Rocky Horror Show
- 2002: John Rando – Urinetown: The Musical
  - James Lapine – Into the Woods
  - Trevor Nunn – Oklahoma!
  - Michael Mayer – Thoroughly Modern Millie
- 2003: Jack O'Brien – Hairspray
  - Baz Luhrmann – La Boheme
  - Twyla Tharp – Movin' Out
  - David Leveaux – Nine
- 2004: Joe Mantello – Assassins
  - Jason Moore – Avenue Q
  - George C. Wolfe – Caroline, or Change
  - Kathleen Marshall – Wonderful Town

- 2005: Mike Nichols – Monty Python's Spamalot
  - Jack O'Brien – Dirty Rotten Scoundrels
  - Bartlett Sher – The Light in the Piazza
  - James Lapine – The 25th Annual Putnam County Spelling Bee
- 2006: John Doyle – Sweeney Todd
  - Casey Nicholaw – The Drowsy Chaperone
  - Des McAnuff – Jersey Boys
  - Kathleen Marshall – The Pajama Game
- 2007: Michael Mayer – Spring Awakening
  - John Doyle – Company
  - Scott Ellis – Curtains
  - Michael Greif – Grey Gardens
- 2008: Bartlett Sher – South Pacific
  - Sam Buntrock – Sunday in the Park with George
  - Thomas Kail – In the Heights
  - Arthur Laurents – Gypsy
- 2009: Stephen Daldry – Billy Elliot the Musical
  - Michael Greif – Next to Normal
  - Kristin Hanggi – Rock of Ages
  - Diane Paulus – Hair

### Anni 2010
- 2010: Terry Johnson – La Cage aux Folles
  - Christopher Ashley – Memphis
  - Marcia Milgrom Dodge – Ragtime
  - Bill T. Jones – Fela!
- 2011: Casey Nicholaw e Trey Parker – The Book of Mormon
  - Rob Ashford –  How to Succeed in Business Without Really Trying
  - Kathleen Marshall – Anything Goes
  - Susan Stroman – The Scottsboro Boys
- 2012: John Tiffany – Once
  - Jeff Calhoun – Newsies
  - Kathleen Marshall – Nice Work If You Can Get It
  - Diane Paulus – Porgy and Bess

## Registi più premiati
- Harold Prince (8)
- Tommy Tune (3)
- George Abbott (2)
- Michael Bennett (2)
- Gower Champion (2)
- Des McAnuff (2)
- Trevor Nunn (2)
- Jerome Robbins (2)